# 1873 год в театре
1873 год в театре

## События
- 2 января полностью сгорел Одесский театр оперы и балета. Пожар начался из-за возгорания газового рожка, освещающего часы в ночное время.
- 28 октября — в Париже сгорел театр на улице Ле Пелетье. Пожар продолжался 24 часа и нанёс огромный ущерб. До 5 января 1875 года, когда было открыто новое здание Оперы, труппа выступала в театре Вантадур.

### Постановки
- 3 апреля — первая театральная постановка в Баку, положившая начало созданию азербайджанского национального театра[1].

## Деятели театра

### Родились
1873 год известен как Annus mirabilis («Волшебный год») в оперном мире, так как в этот год родилось множество выдающихся певцов, включая Энрико Карузо и Фёдора Шаляпина. В 1973 году в Великобритании был выпущен музыкальный альбом с таким названием, включающий в себя записи 42 оперных исполнителей, родившихся в этом году.
- 5 января, Рига — Карл Йорн, немецко-американский оперный певец (тенор).
- 5 января — Пауль Бранн, немецкий кукловод, писатель и актёр, театральный деятель.
- 1 (13) февраля, Казань — Фёдор Шаляпин, оперный певец, руководитель труппы Мариинского театра в 1918—1921 годах.
- 9 (20) февраля, Санкт-Петербург — Андрей Жандр, драматург и переводчик.
- 25 февраля, Неаполь — Энрико Карузо, оперный певец.
- 10 марта, Турин — Мария Пери́ни, балерина и педагог, основательница первой в Грузии балетной школы.
- 23 марта — Мария Пшибылко-Потоцкая, польская актриса, режиссёр-постановщик, театральный деятель.
- 27 марта, Лоди, Ломбардия — Джаннина Русс[англ.] — итальянская оперная певица (сопрано).
- 3 мая — Шандор Хевеши — венгерский режиссёр, драматург.
- 3 [15] мая, Санкт-Петербург — Николай Черепнин, композитор и дирижёр, участник «Русских сезонов» Сергея Дягилева.
- 4 (16) июня либо 17 (29) июля, село Кривая Балка, близ Одессы — Антонина Нежданова — оперная певица (лирико-колоратурное сопрано), педагог и искусствовед.
- 18 августа, Шумперк, Австро-Венгрия — Лео Слезак, австрийский оперный певец (тенор), киноактёр.
- Адам Островский, польский оперный певец (бас), артист Варшавской оперы.

### Скончались
- 7 ноября, Копенаген — Томас Оверскоу, датский драматург и актёр (родился в 1798)